# Paolo Ingrosso
Paolo Ingrosso (* 12. Februar 1988 in Fortaleza, Brasilien) ist ein italienischer Beachvolleyballspieler.

## Karriere
Paolo Ingrosso gewann mit seinem Zwillingsbruder Matteo 2005 die italienische U18-Meisterschaft. Im gleichen Jahr erreichten die Ingrosso-Brüder bei der Junioren-Weltmeisterschaft in Rio de Janeiro den 29. Platz. Im gleichen Wettbewerb steigerten sie sich 2006 in Mysłowice auf den fünften Rang. Bei der Jugend-WM in Bermuda gewannen sie die Bronzemedaille. Den fünften Platz im Junioren-Turnier schafften sie auch 2007 in Modena. 2008 spielten sie in Roseto degli Abruzzi ihr erstes Open-Turnier der FIVB World Tour. Als Dritte der Junioren-WM in Brighton und Finalist der U23-Europameisterschaft in Espinho gelangen ihnen die nächsten Erfolge. 2009 nahmen sie in Gstaad erstmals an einem Grand Slam teil. Die U23-EM in Jantarny beendeten sie auf dem fünften Rang. Beim Saisonabschluss in Sanya kamen die Brüder als Siebte erstmals gemeinsam in die Top Ten eines World-Tour-Turniers.
2010 erreichten sie den neunten Platz beim Grand Slam in Rom und den 13. Rang in Marseille. Mit Paolo Nicolai belegte Paolo Ingrosso den dritten Rang bei der U23-Europameisterschaft in Kos. Außerdem gewannen die Ingrossos 2010 die italienische Meisterschaft. 2011 wurden sie Neunte der Prag Open. Bei der WM in Rom siegten sie im Auftaktspiel gegen die Russen Barsuk/Jutwalin, verpassten aber durch Niederlagen gegen das brasilianische Duo Ferramenta/Pedro und die Deutschen Dollinger/Windscheif als Gruppendritte den Einzug in die KO-Runde. Im weiteren Verlauf des Jahres gab es noch zweimal Platz 17 und einmal den 13. Rang. 2012 kamen die Ingrossos bei den Grand Slams in Rom und Klagenfurt auf die Plätze neun und siebzehn. 2013 erreichten sie als bestes Ergebnis den fünften Rang bei den Open in Durban. Ein Spieljahr später kamen sie ins Finale von Puerto Vallarta und wurden Fünfte in Doha. 2015 gewannen sie das CEV Jurmala Masters, erreichten das Halbfinale des Major Events von Stavanger und das Viertelfinale des Grand Slams von Yokohama. 2016 erreichten die beiden Brüder noch Top-Ten-Platzierungen bei einigen Open, in den folgenden Jahren waren sie hauptsächlich auf nationalen Turnieren, von denen sie einige gewinnen konnten, und unterklassigen Weltturnieren unterwegs. Ende 2021 trennten sich die Zwillinge und Paolo bestritt in der folgenden Saison einige Turniere in Italien mit Matteo Cecchini, mit dem er bei der WM 2013 in Stare Jabłonki nach der Vorrunde sieglos ausgeschieden war.